# Felix Howard
Felix Starbuck Howard (1973. január 14.–) brit származású korábbi modell, aki kisfiúként Madonna Open Your Heart című videóklipjében is szerepelt. Howard ma sikeres dalszerző, aki a Sugababes, Amy Winehouse, Sia, Beverley Knight és Kylie Minogue számára is szerzett dalokat.

## Élete
Howard már gyermekként 1985 márciusában a The Face című zene- és divatmagazinban Killer feliratú kalapban szerepelt. A magazin fotózására Madonna is felfigyelt, aki végül szerződtette az Open Your Heart című videóklipben, de szerepelt ugyanebben az évben Nick Kamen Each Time You Break My Heart című 1986-os videojában is.

## Manapság
2008-ban Howard lett az EMI Music Publishing UK A & R osztályának alelnöke, és több híres előadónak szerzett már dalokat, úgy mint a Sugababes, Amy Winehouse, vagy Kylie Minogue

## Külső hivatkozások
- Diszkográfia az általa írt, vagy szerzett dalokról.[5]
- Madonna Open Your Heart című klipje[1]
- Felix Howard az IMdB oldalán[6]
- Felix Howard az Allmusic.com oldalán[7]